# Anisotome filifolia
Anisotome filifolia är en flockblommig växtart som först beskrevs av Joseph Dalton Hooker, och fick sitt nu gällande namn av Leonard C. Cockayne och Robert Malcolm Laing. Anisotome filifolia ingår i släktet Anisotome och familjen flockblommiga växter. Inga underarter finns listade i Catalogue of Life.